# Coccygidium varipes
Coccygidium varipes är en stekelart som först beskrevs av Van Achterberg och Maeto 1990.  Coccygidium varipes ingår i släktet Coccygidium och familjen bracksteklar. Inga underarter finns listade i Catalogue of Life.